# Фторид циркония-трикалия
Фторид циркония-трикалия — неорганическое соединение,
двойной фторид калия и циркония с формулой K3ZrF7,
бесцветные (белые) кристаллы,
растворяется в воде.

## Получение
- Растворение диоксида циркония в горячем растворе гидрофторида калия:

{\displaystyle {\mathsf {ZrO_{2}+4KHF_{2}\ {\xrightarrow {90-100^{o}C}}\ K_{3}ZrF_{7}+KF+2H_{2}O}}}
- Разложение фторида циркония-дикалия:

{\displaystyle {\mathsf {2K_{2}ZrF_{6}\ {\xrightarrow {600^{o}C}}\ K_{3}ZrF_{7}+KF+ZrF_{4}}}}

## Физические свойства
Фторид циркония-трикалия образует бесцветные (белые) кристаллы
кубической сингонии,
пространственная группа F m3m,
параметры ячейки a = 0,8951 нм, Z = 4.
При температуре  254−224 K происходит переход в ромбическую фазу.
Растворяется в воде.